# 1910年のメジャーリーグベースボール
以下は、メジャーリーグベースボール（MLB）における1910年のできごとを記す。1910年4月14日に開幕し10月23日に全日程を終え、ナショナルリーグはシカゴ・カブスが2年ぶり10度目のリーグ優勝で、アメリカンリーグはフィラデルフィア・アスレチックスが5年ぶり3度目のリーグ優勝であった。
ワールドシリーズはフィラデルフィア・アスレチックスがシカゴ・カブスを4勝1敗で破り、シリーズを初制覇した。
1909年のメジャーリーグベースボール - 1910年のメジャーリーグベースボール - 1911年のメジャーリーグベースボール

## できごと
アメリカン・リーグが名将コニー・マックが率いるフィラデルフィア・アスレチックスが102勝をあげ、投手では23勝のジャック・クームズ、同じ23勝のチーフ・ベンダーの両エースが、打者ではエディ・コリンズ、ベイカー、マーフィーが活躍してリーグ優勝を飾った。
一方ナショナル・リーグでは前年2位に終わったシカゴ・カブスが104勝をあげて復活を遂げ、ジョー・テインカー、ジョニー・エバース、フランク・チャンスの「併殺トリオ」の内野陣とソリー・ホフマン、フランク・シュルト の外野陣が活躍し、この年には、ホフマンとシュルトが打線の中心になった。投手陣はモーデカイ・ブラウン が健在でこの年も25勝を上げている。
ワールドシリーズは、アスレチックスのクームズが3勝を上げて、4勝1敗で、フィラデルフィア・アスレチックスが優勝し、コニー・マックが初の世界一の座をつかんだ。
- アスレチックスのチーフ・ベンダーは1903年に19歳でアスレチックスに投手として入団して次第に頭角を現し、この年に初めて20勝ラインに達し最高勝率投手であった。また対ナップス戦でノーヒットノーランを記録している。アスレチックスの5度の優勝に貢献し、コニー・マック監督が引退した時に「私の50年の監督生活で最も勝負強い投手」としてチーフ・ベンダーの名を挙げていた。通算212勝（208勝とする資料もある）。（1953年に殿堂入り）
- ワシントン・セネタースのウォルター・ジョンソン投手は4年目に入った。デビューしてから5勝ー14勝ー13勝ときて、25勝で最多奪三振313の結果をこの年に残した。やがて1913年から1918年まで最多勝5回（その後1回増えて通算6回）、最優秀防御率5回、1910年から1924年までの15年間に最多奪三振12回の記録を残したジョンソン時代の絢爛たる幕開けであった。

### 首位打者
この年は終盤に首位打者争いが白熱して、球史に残る打率争いとなった。シーズン最終日の試合前、タイ・カッブが509打数196安打で打率.385、ナップ・ラジョイは打率.376と9厘差であった。そして首位打者を確信したカッブは最終日の試合を欠場し、ラジョイはセントルイス・ブラウンズ（現：ボルチモア・オリオールズ）戦のダブルヘッダーで9打数8安打を打って、最終成績は591打数227安打で打率.384となった。惜しくもラジョイの方が1厘差及ばず、カッブの首位打者が決まった。しかし、この最終戦でのラジョイの8安打について相手チームのブラウンズのオコーナー監督とハウエル・コーチがラジョイに首位打者を取らせるために、新人のコリデン三塁手をわざと後方に守らせてバントヒットを量産させたとして、オコーナーとハウエルは解雇されてやがて球界から永久追放の処分を受けた。しかも話はこれで終わらなかった。
1981年、スポーティング・ニューズ社により1910年の打撃成績の集計に誤りが指摘され、タイ・カッブの成績が509打数196安打ではなく、506打数194安打で打率は.385から.383に修正され、シーズン打率は2位に後退した。しかしコミッショナー特別委員会はその後の八百長疑惑から監督とコーチが永久追放処分となった影響もあってか、首位打者の変更を認めず、ラジョイはシーズン打率1位でありながら首位打者を逃した選手となった。MLB公式記録でもカッブは509打数196安打で打率.385のままである。
現在、打率1位の記録を残した選手と首位打者を獲得した選手とが違うというケースは、1902年のエド・デラハンティとナップ・ラジョイの例があるが、これはラジョイの規定試合出場数が足りないためで、この年のナップ・ラジョイとタイ・カッブの例はどちらも規定出場試合数を超えており、問題があった。また打率1位でありながら規定打席数や規定出場試合数がたびたび基準変更されたため、今日の基準から見て首位打者の資格を有しないとして、1914年のタイ・カッブ、1926年のバブルス・ハーグレイブ、1940年のデブス・ガームズ、1942年のアーニー・ロンバルディなどについて異なった見解がある。

### セブン・イニング・ストレッチ
この年の開幕戦に、当時のアメリカ大統領だったウィリアム・タフトが来場し、始球式を行ない、試合が始まってからも大統領は観戦していた。しかし堅いイスにずっと座っていたので歴代大統領の中でも最大の巨漢(140キロ)と言われたタフト大統領は7回に入ってから、席から立ち上がり体を伸ばしていると、観客は大統領のお帰りと勘違いして席を立ち拍手を送った(今でいうスタンディングオペレーション）。この出来事が後になって、7回表に観客が席を立って背伸びをする習慣（7回の背伸び）となってセブン・イニング・ストレッチの始まりとする説がある。しかしさらに遡って1869年にシンシナティ・レッドストッキングスのハリー・ライト監督が友人へ送った手紙の中に「試合が7回になると観客は固いベンチに座り続けて疲れたため脚を伸ばし、楽しげに歩き回っている」と書いており、これが記録に残る最古のセブン・イニング・ストレッチとされている。

### 規則の改訂
- この年からコルク製の芯を持つボールが採用される。
- 審判員の組織が体系化される。
  - ゲーム毎に責任審判員が指名され、球審・塁審の指名は責任審判員が行うこととなった。
  - 個別の判定については各審判員の判断を尊重し、他の審判員による判定への干渉は基本的にしないこととした。
  - 没収試合を宣言する権限は責任審判員が担うこととなった。
- 全ての選手交代について、チームのキャプテンから責任審判員に通知することが義務付けられた。
- ベンチにいる選手の過剰な野次への対応として、審判員はその選手を退場などの処分にする前に一度警告をすることになった。
- 審判員に、全てのグラウンドルールを試合前に発表する義務が課せられた。

### 記録
- サイ・ヤングがMLB初の通算500勝を達成。

## 最終成績

### レギュラーシーズン
| 順 | チーム                           | 勝利 | 敗戦 | 勝率 | G差  |
| -- | -------------------------------- | ---- | ---- | ---- | ---- |
| 1  | フィラデルフィア・アスレチックス | 102  | 48   | .680 | --   |
| 2  | ニューヨーク・ハイランダース     | 88   | 63   | .583 | 14.5 |
| 3  | デトロイト・タイガース           | 86   | 68   | .558 | 18.0 |
| 4  | ボストン・レッドソックス         | 81   | 72   | .529 | 22.5 |
| 5  | クリーブランド・ナップス         | 71   | 81   | .467 | 32.0 |
| 6  | シカゴ・ホワイトソックス         | 68   | 85   | .444 | 35.5 |
| 7  | ワシントン・セネタース           | 66   | 85   | .437 | 36.5 |
| 8  | セントルイス・ブラウンズ         | 47   | 107  | .305 | 57.0 |

| 順 | チーム                       | 勝利 | 敗戦 | 勝率 | G差  |
| -- | ---------------------------- | ---- | ---- | ---- | ---- |
| 1  | シカゴ・カブス               | 104  | 50   | .675 | --   |
| 2  | ニューヨーク・ジャイアンツ   | 91   | 63   | .591 | 13.0 |
| 3  | ピッツバーグ・パイレーツ     | 86   | 67   | .562 | 17.5 |
| 4  | フィラデルフィア・フィリーズ | 78   | 75   | .510 | 25.5 |
| 5  | シンシナティ・レッズ         | 75   | 79   | .487 | 29.0 |
| 6  | ブルックリン・スーパーバス   | 64   | 90   | .416 | 40.0 |
| 7  | セントルイス・カージナルス   | 63   | 90   | .412 | 40.5 |
| 8  | ボストン・ダブズ             | 53   | 100  | .346 | 50.5 |

### ワールドシリーズ
- アスレチックス 4 - 1 カブス

| 10/17 – | カブス         | 1  | - | 4 |  | アスレチックス |
| 10/18 – | カブス         | 3  | - | 9 |  | アスレチックス |
| 10/20 – | アスレチックス | 12 | - | 5 |  | カブス         |
| 10/22 – | アスレチックス | 3  | - | 4 |  | カブス         |
| 10/23 – | アスレチックス | 7  | - | 2 |  | カブス         |

## 個人タイトル

### アメリカンリーグ
| 項目   | 選手                     | 記録 |
| ------ | ------------------------ | ---- |
| 打率   | ナップ・ラジョイ (CLE)   | .384 |
| 本塁打 | ジェイク・スタール (BOS) | 10   |
| 打点   | サム・クロフォード (DET) | 120  |
| 得点   | タイ・カッブ (DET)       | 106  |
| 安打   | ナップ・ラジョイ (CLE)   | 227  |
| 盗塁   | エディ・コリンズ (PHA)   | 81   |

| 項目   | 選手                         | 記録 |
| ------ | ---------------------------- | ---- |
| 勝利   | ジャック・クーンズ (PHA)     | 31   |
| 敗戦   | エド・ウォルシュ (CWS)       | 20   |
| 防御率 | エド・ウォルシュ (CWS)       | 1.27 |
| 奪三振 | ウォルター・ジョンソン (WS1) | 313  |
| 投球回 | ウォルター・ジョンソン (WS1) | 370  |
| セーブ | エド・ウォルシュ (CWS)       | 5    |

### ナショナルリーグ
| 項目   | 選手                     | 記録 |
| ------ | ------------------------ | ---- |
| 打率   | シェリー・マギー (PHI)   | .331 |
| 本塁打 | フレッド・ベック (BSN)   | 10   |
| 本塁打 | フランク・シュルト (CHC) | 10   |
| 打点   | シェリー・マギー (PHI)   | 123  |
| 得点   | シェリー・マギー (PHI)   | 110  |
| 安打   | ボビー・バーン (PIT)     | 178  |
| 安打   | ホーナス・ワグナー (PIT) | 178  |
| 盗塁   | ボブ・ベッシャー (CIN)   | 70   |

| 項目   | 選手                           | 記録 |
| ------ | ------------------------------ | ---- |
| 勝利   | クリスティ・マシューソン (NYG) | 27   |
| 敗戦   | ジョージ・ベル (BRO)           | 27   |
| 防御率 | キング・コール (CHC)           | 1.80 |
| 奪三振 | アール・ムーア (PHI)           | 185  |
| 投球回 | ナップ・ラッカー (BRO)         | 320⅓ |
| セーブ | モーデカイ・ブラウン (CHC)     | 7    |
| セーブ | ハリー・ギャスパー (CIN)       | 7    |